# Guarbecque
Guarbecque és un municipi francès situat al departament del Pas de Calais i a la regió dels Alts de França. L'any 2007 tenia 1.394 habitants.

## Demografia

### Població
El 2007 la població de fet de Guarbecque era de 1.394 persones. Hi havia 539 famílies de les quals 107 eren unipersonals (44 homes vivint sols i 63 dones vivint soles), 174 parelles sense fills, 214 parelles amb fills i 44 famílies monoparentals amb fills.
La població ha evolucionat segons el següent gràfic:
Habitants censats

### Habitatges
El 2007 hi havia 567 habitatges, 544 eren l'habitatge principal de la família, 3 eren segones residències i 20 estaven desocupats. 563 eren cases i 4 eren apartaments. Dels 544 habitatges principals, 444 estaven ocupats pels seus propietaris, 94 estaven llogats i ocupats pels llogaters i 6 estaven cedits a títol gratuït; 7 tenien dues cambres, 44 en tenien tres, 138 en tenien quatre i 355 en tenien cinc o més. 472 habitatges disposaven pel capbaix d'una plaça de pàrquing. A 243 habitatges hi havia un automòbil i a 253 n'hi havia dos o més.

### Piràmide de població
La piràmide de població per edats i sexe el 2009 era:
| Homes | Edats   | Dones |
| ----- | ------- | ----- |
| 0     | 95 o +  | 0     |
| 4     | 90 a 94 | 4     |
| 4     | 85 a 89 | 8     |
| 8     | 80 a 84 | 12    |
| 4     | 75 a 79 | 16    |
| 20    | 70 a 74 | 20    |
| 36    | 65 a 69 | 52    |
| 48    | 60 a 64 | 41    |
| 32    | 55 a 59 | 32    |
| 44    | 50 a 54 | 64    |
| 68    | 45 a 49 | 52    |
| 24    | 40 a 44 | 20    |
| 68    | 35 a 39 | 52    |
| 44    | 30 a 34 | 48    |
| 44    | 25 a 29 | 24    |
| 44    | 20 a 24 | 36    |
| 36    | 15 a 19 | 44    |
| 24    | 10 a 14 | 44    |
| 56    | 5 a 9   | 32    |
| 8     | 0 a 4   | 20    |

## Economia
El 2007 la població en edat de treballar era de 903 persones, 598 eren actives i 305 eren inactives. De les 598 persones actives 549 estaven ocupades (313 homes i 236 dones) i 49 estaven aturades (18 homes i 31 dones). De les 305 persones inactives 117 estaven jubilades, 89 estaven estudiant i 99 estaven classificades com a «altres inactius».

### Ingressos
El 2009 a Guarbecque hi havia 544 unitats fiscals que integraven 1.445 persones, la mediana anual d'ingressos fiscals per persona era de 17.050 €.

### Activitats econòmiques
Dels 27 establiments que hi havia el 2007, 1 era d'una empresa extractiva, 2 d'empreses alimentàries, 3 d'empreses de fabricació d'altres productes industrials, 5 d'empreses de construcció, 7 d'empreses de comerç i reparació d'automòbils, 1 d'una empresa d'hostatgeria i restauració, 1 d'una empresa financera, 2 d'empreses de serveis, 3 d'entitats de l'administració pública i 2 d'empreses classificades com a «altres activitats de serveis».
Dels 7 establiments de servei als particulars que hi havia el 2009, 1 era una funerària, 1 taller de reparació d'automòbils i de material agrícola, 2 fusteries, 1 lampisteria, 1 empresa de construcció i 1 perruqueria.
Dels 3 establiments comercials que hi havia el 2009, 1 era un hipermercat, 1 una botiga de menys de 120 m² i 1 una botiga de roba.
L'any 2000 a Guarbecque hi havia 8 explotacions agrícoles.

## Equipaments sanitaris i escolars
El 2009 hi havia 2 escoles elementals.

## Poblacions més properes
El següent diagrama mostra les poblacions més properes.